# 347
347 је била проста година.

## Догађаји
- Сабор у Сардици: Покушава се да се разреши аријански спор и постављају се основна правила за епископе.
- Сабор у Филиопољу одржава се као резултат напуштања источних епископа Сабора у Сардици. У Филипопољу (Бугарска) изопштавају папу Јулија, и као резултат тога, аријански спор се наставља.

## Рођења
- Свети Јован Златоусти, архиепископ цариградски
- Фаустина (супруга цара Констанција II).
- Теодосије I, римски цар